# Round Pond
Round Pond (pol. Okrągły Staw) – sztuczny zbiornik wodny znajdujący się w Kensington Gardens, w Londynie, naprzeciwko Pałacu Kensington.
Staw został założony w 1730 roku przez Jerzego II Hanowerskego. Ma powierzchnię około siedmiu akrów (2,8 hektara) i mierzy około 200 na 150 metrów. Ma głębokość do 5 metrów. Pomimo swojej nazwy nie jest okrągły, ale prostokątny z zaokrąglonymi narożnikami. Z długą historią popularności wśród entuzjastów modeli jachtów, jest siedzibą stowarzyszenia Model Yacht Sailing Association (założony w 1876) oraz klubu London Model Yacht Club (założony w 1884).